# Pestra
Pestra – wieś w Rumunii, w okręgu Aluta, w gminie Dăneasa. W 2011 roku liczyła 562 mieszkańców.